# Nagroda Klio
Nagroda KLIO – nagroda przyznawana od 1995 za wybitny wkład w badania historyczne. Inicjatorem fundatorem nagrody jest Porozumienie Wydawców Książki Historycznej. Nagroda wręczana jest w ramach Targów Książki Historycznej.

## Jury nagrody
Skład jury:
- prof. dr hab. Halina Manikowska
- prof. dr hab. Tomasz Szarota (przewodniczący)
- prof. dr hab. Jacek Banaszkiewicz
- prof. dr hab. Jan Kieniewicz
- prof. dr hab. Maciej Janowski
- red. Piotr Dobrołęcki
- red. Marian Turski
- red. Tomasz Urzykowski
- Zbigniew Czerwiński (sekretarz od 1995)

Skład jury (2024)
- prof. Łukasz Niesiołowski-Spano (przewodniczący)
- red. Marian Turski
- prof. dr hab. Maciej Janowski
- dr hab. Barbara Klich-Kluczewska
- dr hab. Piotr M. Majewski
- prof. dr hab. Beata Możejko
- red. Piotr Dobrołęcki
- Zbigniew Czerwiński (sekretarz)

## Laureaci
1995
- Robert Bielecki (autorska I stopnia za książkę: Wielka Armia, Bellona)
- Andrzej Kunert (I stopnia za varsaviana: Rzeczpospolita Walcząca. Powstanie Warszawskie 1944 – kalendarium, Wydawnictwo Sejmowe)
- Andrzej Nowak (za książkę: Jak rozbić rosyjskie imperium? Idee polskiej polityki wschodniej 1733–1921, Warszawska Oficyna Wydawnicza „Gryf”)[5]

1996
- Andrzej Paczkowski (autorska I stopnia za książkę: Pół wieku dziejów Polski: 1939–1989, Wydawnictwo Naukowe PWN)
- Zbigniew Mazur (I stopnia za monografię: Obraz Niemiec w polskich podręcznikach szkolnych w latach 1945–1989, Instytut Zachodni)
- Gabriela Zalewska (I stopnia za varsaviana: Ludność żydowska w Warszawie w okresie międzywojennym, [Wydawnictwo Naukowe PWN])
- Magdalena Hułas (II stopnia za: Goście czy intruzi? Rząd Polski na uchodźstwie wrzesień 1939 – lipiec 1943, Instytut Historii PAN)[6]

1997
- Teresa Zielińska (autorska I stopnia za książkę: Poczet polskich rodów arystokratycznych, WSiP)
- Stanisław Szwarc-Bronikowski (autorska II stopnia za książkę: Testament wieków, WSiP)
- Małgorzata Duczmal (autorska II stopnia za książkę: Jagiellonowie: leksykon biograficzny, Wydawnictwo Literackie)
- Andrzej Dziubiński (I stopnia za monografię: Na szlakach Orientu. Handel między Polską a Imperium Osmańskim w XVI-XVIII wieku, Monografie FNP)
- Małgorzata Borkowska (II stopnia za monografię: Życie codzienne polskich klasztorów żeńskich w XVII do końca XVIII wieku, Wydawnictwo Benedyktynów Tyniec)
- Dariusz Matelski (II stopnia za monografię: Mniejszość niemiecka w Wielkopolsce w latach 1919–1939, Wydawnictwo Naukowe UAM)
- Maria Marzena Grochowska i Bohdan Grzymała-Siedlecki (I stopnia za varsaviana: Krystyna Krahelska „Obudźmy jej zamilkły śpiew”, Wydawnictwo „Rytm”)

1998
- Jacek Banaszkiewicz (autorska I stopnia za książkę: Polskie dzieje bajeczne mistrza Wincentego Kadłubka, Leopoldinum)
- Magdalena Micińska (autorska II stopnia za książkę: Zdrada, córka nocy. Pojęcie zdrady narodowej w świadomości Polaków w latach 1861–1914, Wydawnictwo Sic!)
- Elżbieta Kotlarska (autorska II stopnia za książkę: Proces czternastu, Oficyna Wydawnicza Volumen)
- Hubert Orłowski (I stopnia za monografię: Polnische Wirtschaft. Nowoczesny niemiecki dyskurs o Polsce, Borussia)
- Maciej Janowski (II stopnia za monografię: Polska myśl liberalna do 1918 roku, SIW Znak)
- Aleksandra Leinwand (II stopnia za monografię: Sztuka w służbie utopii. O funkcjach politycznych i propagandowych sztuk plastycznych w Rosji Radzieckiej lat 1917–1922, Instytut Historii PAN, Mazowiecka Wyższa Szkoła Humanistyczno-Pedagogiczna)
- Israel Gutman (I stopnia za varsaviana: Walka bez cienia nadziei. Powstanie w getcie warszawskim, Oficyna Wydawnicza „Rytm”)
- Bolesław Taborski (II stopnia za varsaviana: Moje powstanie. Wtedy i teraz, Wydawnictwo Naukowe PWN)

1999
- Jerzy Kłoczowski (autorska I stopnia za książkę: Młodsza Europa. Europa Środkowo-Wschodnia w kręgu cywilizacji chrześcijańskiej średniowiecza, PIW)
- Wiktoria Śliwowska (autorska II stopnia za książkę: Zesłańcy polscy w Imperium Rosyjskim w pierwszej połowie XIX wieku, Instytut Historii PAN, Wydawnictwo DiG)
- Michał Tymowski (autorska II stopnia za książkę: Państwa Afryki przedkolonialnej, Fundacja na rzecz Nauki Polskiej, „Leopoldinum”)
- Eugeniusz Cezary Król (I stopnia za monografię: Propaganda i indoktrynacja narodowego socjalizmu w Niemczech 1919–1945, Instytut Studiów Politycznych PAN, Oficyna Wydawnicza „Rytm”)
- Łukasz Chimiak (II stopnia za monografię: Gubernatorzy rosyjscy w Królestwie Polskim 1863–1915, Fundacja na rzecz Nauki Polskiej, „Funna”)
- Jacek Tebinka (II stopnia za monografię: Polityka brytyjska wobec problemu granicy polsko-radzieckiej 1939–1945, Instytut Historii PAN, Neriton)
- Maria Irena Kwiatkowska i Jacek Kwiatkowski (I stopnia za varsaviana: Historia Warszawy XVI–XX wieku, Wydawnictwo Naukowe PWN)
- Elżbieta Kowecka (II stopnia za varsaviana: Sprzedać! Kupić! Sklepy warszawskie z artykułami domowymi 1830-1870, Instytut Archeologii i Etnologii PAN)

2000
- Krzysztof Kawalec (autorska I stopnia za książkę Spadkobiercy niepokornych. Dzieje polskiej myśli politycznej 1918–1939, Zakład Narodowy im. Ossolińskich)
- Andrzej Chwalba (autorska II stopnia za książkę Historia Polski 1795–1918, Wydawnictwo Literackie)
- Jan Molenda (autorska III stopnia za książkę Chłopi, naród, niepodległość. Kształtowanie się postaw narodowych i obywatelskich chłopów w Galicji i Królestwie Polskim w przededniu odrodzenia Polski, Neriton, Instytut Historii PAN)
- Henryk Głębocki (I stopnia za monografię Fatalna sprawa. Kwestia polska w rosyjskiej myśli politycznej (1856–1866), Arcana)
- Grzegorz Hryciuk (II stopnia za monografię Polacy we Lwowie 1939–1944. Życie codzienne, Książka i Wiedza)
- Jolanta Żyndul (II stopnia za monografię Państwo w państwie? Autonomia narodowo-kulturalna w Europie Środkowowschodniej w XX wieku, Wydawnictwo DiG)
- Daniel Boćkowski (III stopnia za monografię Czas nadziei. Obywatele Rzeczypospolitej Polskiej w ZSRR i opieka nad nimi placówek polskich w latach 1940–1943, Neriton, Instytut Historii PAN)
- Jerzy Kasprzycki (II stopnia za varsaviana: Korzenie miasta. Warszawskie pożegnania, t. I–V, Wydawnictwo Veda)
- Janusz Marszalec (II stopnia za varsaviana: Ochrona porządku i bezpieczeństwa publicznego w Powstaniu Warszawskim, Oficyna Wydawnicza „Rytm”)

2001
- Andrzej Nowak (autorska I stopnia za książkę Polska i trzy Rosje. Studium polityki wschodniej Józefa Piłsudskiego, Arcana, Instytut Historii PAN)[5]
- Daniel Bargiełowski (autorska II stopnia za książkę Po trzykroć pierwszy. Gen. Michał Tokarzewski-Karaszewicz - genereł broni, teozof, wolnomularz, kapłan Kościoła liberalnokatolickiego, Światowy Związek Żołnierzy Armii Krajowej, Oficyna Wydawnicza „Rytm”)
- Krzysztof Komorowski (autorska II stopnia za książkę Polityka i walka. Konspiracja zbrojna ruchu narodowego 1939-1945, Oficyna Wydawnicza „Rytm”)
- Robert Bielecki (autorskie wyróżnienie za Encyklopedię wojen napoleońskich, Wydawnictwo Trio)
- Andrzej Karpiński (I stopnia za monografię W walce z niewidzialnym wrogiem. Epidemie chorób zakaźnych w Rzeczypospolitej w XVI-XVIII wieku i ich następstwa demograficzne, społeczno-ekonomiczne i polityczne, Neriton, Instytut Historii PAN)
- Jerzy Kochanowski (II stopnia za monografię W polskiej niewoli. Niemieccy jeńcy wojenni w Polsce 1945-1950, Neriton)
- Jerzy Eisler (II stopnia za monografię Grudzień 1970. Geneza, przebieg, konsekwencje, Wydawnictwo „Sensacje XX wieku”, Bogusław Wołoszański)
- Katarzyna Weiss (wyróżnienie za monografię „Swoi” i „obcy” w Wolnym Mieście Gdańsku 1920-1939, Wydawnictwo Adam Marszałek)
- Jerzy Sperka (wyróżnienie za monografię Szafrańcowie herbu Stary Koń. Z dziejów kariery i awansu w późnośredniowiecznej Polsce, Wydawnictwo Trio)
- Oficyna Wydawnicza „Rytm” oraz Rada Ochrony Pamięci Walk i Męczeństwa (nagroda edytorska dla wydawców książki Polacy – Żydzi 1939-1945. Wybór źródeł w opracowaniu Andrzeja Krzysztofa Kunerta)
- Wydawnictwo Neriton (nagroda edytorska za edycję serii Niemcy w Polsce 1945-1950)
- Barbara Engelking i Jacek Leociak (nagroda w kategorii Varsaviana za książkę Getto warszawskie. Przewodnik po nieistniejącym Mieście, Wydawnictwo Instytutu Filozofii i Socjologii PAN)

2003
- Antoni Mączak (autorska I stopnia za książkę Nierówna przyjaźń. Układy klientalne w perspektywie historycznej, Fundacja na rzecz Nauki Polskiej, Wydawnictwo Uniwersytetu Wrocławskiego)
- Jerzy Borowczyk (autorska II stopnia za książkę Rekonstrukcja procesu filomatów i filaretów 1823-1824. Historia śledztwa przeciw uczestnikom konspiracji studenckich i młodzieżowych w Wilnie oraz w Wileńskim Okręgu Naukowym, Wydawnictwo Naukowe UAM)
- Tomasz Kizwalter (autorska II stopnia za książkę Historia powszechna. Wiek XIX, Wydawnictwo Trio)
- Janina Stobniak-Smogorzewska (autorska II stopnia za książkę Kresowe osadnictwo wojskowe 1920-1945, Instytut Studiów Politycznych PAN, Oficyna Wydawnicza „Rytm”)
- Stanisław Wiech (autorska II stopnia za książkę Społeczeństwo Królestwa Polskiego w oczach carskiej policji politycznej 1866-1896, Wydawnictwo AŚ)
- Wojciech Brojer (I stopnia za monografię Diabeł w wyobraźni średniowiecznej. Trzynastowieczne exempla kaznodziejskie, Fundacja na rzecz Nauki Polskiej, Wydawnictwo Uniwersytetu Wrocławskiego)
- Marek Kornat (II stopnia za monografię Polska 1939 roku wobec paktu Ribbentrop-Mołotow. Problem zbliżenia niemiecko-sowieckiego w polityce zagranicznej II Rzeczypospolitej, PISM)
- Edmund Nowak (II stopnia za monografię Obozy na Śląsku Opolskim w systemie powojennych obozów w Polsce (1945-1950). Historia i implikacje, Centralne Muzeum Jeńców Wojennych, Wydawnictwo UO)
- Mariusz Patelski (wyróżnienie za monografię Generał broni Tadeusz Jordan Rozwadowski - żołnierz i dyplomata, Oficyna Wydawnicza „Rytm”)
- Dom Wydawniczy Bellona i Andrzej Michałek (wyróżnienie za edycję cyklu książek Wyprawy krzyżowe)
- Wydawnictwo Apostolicum i Bogusław Świtała (III stopnia za edycję książki Zamek Krzyżacki w Malborku)
- Jerzy S. Majewski (wyróżnienie za varsaviana: Warszawa nieodbudowana, „Veda”)
- Stanisław Kopf (wyróżnienie za varsaviana: Powstańcy w obozach jenieckich, Fundacja „Wystawa Warszawa Walczy 1939-1945”, „Askon”)

2004
- Karol Modzelewski (autorska I stopnia za książkę Barbarzyńska Europa, Wydawnictwo Iskry)
- Jan Doktór (autorska II stopnia za książkę Początki chasydyzmu polskiego, Wydawnictwo Uniwersytetu Wrocławskiego)
- Marek Wroński (autorska II stopnia za książkę Zagadka śmierci profesora Mariana Grzybowskiego, Argraf)
- Szymon Rudnicki (I stopnia za monografię Żydzi w parlamencie II Rzeczypospolitej, Wydawnictwo Sejmowe)
- Sławomir Dębski (II stopnia za monografię Między Berlinem a Moskwą. Stosunki niemiecko-sowieckie 1939-1941, PISM)
- Paweł Skibiński (III stopnia za monografię Państwo generała Franco. Ustrój Hiszpanii 1936-1967, Arcana)
- Dom Wydawniczy Bellona i Jarosław Krawczyk (wyróżnienie za edycję książki O Polsce i Polakach)
- Instytut Pamięci Narodowej (wyróżnienie za edycję książki Zranione miasto. Poznań w czerwcu 1956)
- Wydawnictwo Baobab (wyróżnienie za edycję książki Księga listów PRL)
- Wydawnictwo Edipresse Polska, Wydawnictwo Zysk i S-ka i Andrzej Krzysztof Kunert (wyróżnienie za edycję książki Kronika Powstania Warszawskiego)
- Wydawnictwo Kluszczyński (wyróżnienie za edycję książki Wielka Encyklopedia Polska)
- Andrzej Krzysztof Kunert (wyróżnienie za varsaviana: Warsaw Concerto. Powstanie Warszawskie w Poezji, Muzeum Powstania Warszawskiego)
- Stanisław Ozimek (wyróżnienie za varsaviana: Poczta Powstańczej Warszawy. Geneza i działalność poczt polowych - Harcerskiej i Armii Krajowej w Powstaniu Warszawskim, Fundacja „Warszawa Walczy 1939–1945”)
- redakcja Mówią Wieki i Dom Wydawniczy Bellona (specjalne wyróżnienie za varsaviana: Powstanie Warszawskie 1944)

2005
- Wiktoria Śliwowska (autorska I stopnia za książkę Ucieczki z Sybiru, Wydawnictwo ISKRY)
- Jarosław Czubaty (autorska II stopnia za książkę Zasada „dwóch sumień” : normy postępowania i granice kompromisu politycznego Polaków w sytuacji wyboru (1795-1815), Wydawnictwo Neriton)
- Grzegorz Nowik (autorska III stopnia za książkę Zanim złamano „Enigmę”, Oficyna Wydawnicza „Rytm”, Wojskowe Biuro Badań Historycznych)
- Wojciech Tygielski (I stopnia za monografię: Włosi w Polsce XVI-XVII wieku. Utracona szansa na modernizację, Biblioteka „Więzi”)
- Jerzy Fiećko (II stopnia za monografię: Rosja Krasińskiego. Rzecz o nieprzejednaniu, Wydawnictwo Naukowe Uniwersytetu im. Adama Mickiewicza)
- Maciej Mycielski (III stopnia za monografię: „Miasto ma mieszkańców, wieś obywateli”. Kajetana Koźmiana koncepcje wspólnoty politycznej (od 1830 roku), Fundacja na rzecz Nauki Polskiej, Wydawnictwo Uniwersytetu Wrocławskiego)
- Robert Traba (III stopnia za monografię: „Wschodniopruskość”. Tożsamość regionalna i narodowa w kulturze politycznej Niemiec, Poznańskie Towarzystwo Przyjaciół Nauk, Instytut Studiów Politycznych PAN)
- Dom Wydawniczy Bellona (I stopnia za edycję książki Poczet hetmanów Rzeczypospolitej : hetmani koronni pod red. Mirosława Nagielskiego)
- Fundacja „Warszawa Walczy 1939-1945” (I stopnia w kategorii Varsaviana za serię wydawniczą Warszawskie Termopile)
- Olgierd Budrewicz (II stopnia w kategorii Varsaviana za książkę Warszawa przedwczorajsza, Wydawnictwo BoSz)

2006
- Roman Michałowski (autorska I stopnia za książkę Zjazd gnieźnieński. Religijne przesłanki powstania arcybiskupstwa gnieźnieńskiego, Fundacja na rzecz Nauki Polskiej, Wydawnictwo Uniwersytetu Wrocławskiego)
- Andrzej Buko (autorska II stopnia za książkę Archeologia Polski wczesnośredniowiecznej. Odkrycia, hipotezy, interpretacje, Wydawnictwo Trio)
- Jerzy Zdrada (autorska III stopnia za książkę Historia Polski 1795–1914, Wydawnictwo Naukowe PWN)
- Wydawnictwo Kluszczyński (I stopnia za edycję książki Dzieje kresów)
- Wydawnictwo Baobab (II stopnia za edycję książki Szeptane procesy)
- ex aequo:
  - Oficyna Imbir i Dom Wydawniczy Bellona (III stopnia za edycję książki Dekady 1945–2005)
  - Wydawnictwo LTW (III stopnia za edycję dwóch książek: Poezje zebrane wrzesień 1939 – maj 1945 Mariana Hemara i Adama Kowalskiego w opracowaniu A. K. Kunerta)
- Grzegorz Motyka (I stopnia za monografię: Ukraińska partyzantka 1942–1960, Oficyna Wydawnicza „Rytm”, Instytut Studiów Politycznych PAN)
- Jerzy Eisler (II stopnia za monografię: Polski rok 1968, Instytut Pamięci Narodowej)
- Eugeniusz Cezary Król (III stopnia za monografię: Polska i Polacy w propagandzie narodowego socjalizmu w Niemczech 1919–1945, Instytut Studiów Politycznych PAN, Collegium Civitas Press, Oficyna Wydawnicza „Rytm”)
- Krzysztof Komorowski (I stopnia w kategorii Varsaviana za książkę Bitwa o Warszawę '44. Militarne aspekty Powstania Warszawskiego, Oficyna Wydawnicza „Rytm”, Wojskowe Biuro Badań Historycznych)
- Andrzej Sowa i Krzysztof Cypelt (II stopnia w kategorii Varsaviana za dokument dźwiękowy 1944 – powstańcze epizody: autentyczne relacje powstańców, Dom Wydawniczy Bellona, Polskie Radio)
- Barbara Wachowicz (III stopnia w kategorii Varsaviana za książkę Wierna rzeka harcerstwa, Oficyna Wydawnicza „Rytm”)
- Wydawnictwo UMK (II stopnia w kategorii edytorskiej za książkę Janusza Tondela Inkunabuły w zbiorach Biblioteki Seminarium Duchownego w Pelplinie)[12]

2007
- Władysław Duczko (I stopnia w kategorii autorskiej za książkę Ruś Wikingów. Historia obecności Skandynawów we wczesnośredniowiecznej Europie Wschodniej, Wydawnictwo Trio)
- Igor Kąkolewski (II stopnia w kategorii autorskiej za książkę Melancholia władzy. Problem tyranii w europejskiej kulturze politycznej XVI stulecia, Wydawnictwo Neriton)
- Anna Landau-Czajka (III stopnia w kategorii autorskiej za książkę Syn będzie Lech… Asymilacja Żydów w Polsce międzywojennej, Wydawnictwo Neriton i Instytut Historii PAN)
- Roman Czaja, Marian Dygo, Sławomir Gawlas, Grzegorz Myśliwski i Krzysztof Ożóg (wyróżnienie w kategorii autorskiej za książkę Ziemie polskie wobec Zachodu. Studia nad rozwojem średniowiecznej Europy, Wydawnictwo DiG)
- Małgorzata Karpińska (I stopnia w kategorii monografii naukowych za „Nie ma Mikołaja!” Starania o kształt sejmu w powstaniu listopadowym 1830–1831, Wydawnictwo Neriton)
- Sebastian Ligarski (II stopnia w kategorii monografii naukowych za W zwierciadle ogłoszeń drobnych. Życie codzienne na Śląsku w latach 1945–1949, Instytut Pamięci Narodowej – Wrocław)
- Maria Fieldorf i Leszek Zachuty (III stopnia w kategorii monografii naukowych za Generał Fieldorf „NIL”. Fakty, dokumenty, relacje, Oficyna Wydawnicza „Rytm” i Instytut Józefa Piłsudskiego w Warszawie)
- Jerzy Grzybowski (wyróżnienie w kategorii monografii naukowych za Białorusini w polskich regularnych formacjach wojskowych w latach 1918–1945, Instytut Studiów Politycznych PAN i Oficyna Wydawnicza „Rytm”)
- Wydawnictwo Demart (I stopnia w kategorii edytorskiej za edycję książki Polaków Dzieje Malowane)
- Wydawnictwo Bernardinum i Wydawnictwo Bellona (I stopnia w kategorii edytorskiej za edycję książki Ryszarda T. Komorowskiego Ilustrowany przewodnik heraldyczny)
- Wydawnictwo Bellona (I stopnia w kategorii edytorskiej za edycję książki Najwspanialsze miejsca pielgrzymkowe)
- Fundacja „Warszawa Walczy 1939–1945” (I stopnia w kategorii varsaviana za edycję książkę Wielkiej Ilustrowanej Encyklopedii Powstania Warszawskiego, tomy 1–6 (koedycja z Wydawnictwo Bellona))
- Błażej Brzostek (II stopnia w kategorii varsaviana za książkę Za progiem. Codzienność w przestrzeni publicznej Warszawy lat 1955–1970, Wydawnictwo Trio)
- Bogusław Tadeusz Kopka (III stopnia w kategorii varsaviana za książkę Konzentrationslager Warschau. Historia i następstwa, Instytut Pamięci Narodowej)
- Jerzy S. Majewski i Tomasz Urzykowski (wyróżnienie w kategorii varsaviana za Przewodnik po powstańczej Warszawie, Muzeum Powstania Warszawskiego)

2008
- Przemysław Urbańczyk (I stopnia w kategorii autorskiej za Trudne początki Polski, Wydawnictwo Uniwersytetu Wrocławskiego, Fundacja na Rzecz Nauki Polskiej)
- Maciej Górny (II stopnia w kategorii autorskiej za Przede wszystkim ma być naród. Marksistowskie historiografie w Europie Środkowo-Wschodniej, Wydawnictwo Trio)
- Witold Bereś i Krzysztof Burnetko (II stopnia w kategorii autorskiej za Marek Edelman. Życie. Po prostu, Wydawnictwo Świat Książki)
- Zygmunt Krzak (wyróżnienie w kategorii autorskiej za Od matriarchatu do patriarchatu, Wydawnictwo Trio)
- Leszek Moczulski (wyróżnienie w kategorii autorskiej za Narodziny międzymorza, Bellona)
- Piotr M. Majewski (I stopnia w kategorii monografii naukowych za „Niemcy sudeccy” 1848–1948: historia pewnego nacjonalizmu, Wydawnictwo Uniwersytetu Warszawskiego)
- Piotr Kroll (II stopnia w kategorii monografii naukowych za Od ugody hadziackiej do Cudnowa. Kozaczyzna między Rzecząpospolitą a Moskwą w latach 1658–1660, Wydawnictwo Uniwersytetu Warszawskiego)
- Grzegorz Miernik (II stopnia w kategorii monografii naukowych za „My” i „Oni”. Społeczeństwo Kielecczyzny i stalinowski system władzy, Wydawnictwo Akademii Świętokrzyskiej)
- Tomasz Stryjek (wyróżnienia w kategorii monografii naukowych za Jakiej przeszłości potrzebuje przyszłość? Interpretacje dziejów narodowych w historiografii i debacie publicznej na Ukrainie 1991-2004, Instytut Studiów Politycznych PAN, Oficyna Wydawnicza „Rytm”)
- Wydawnictwo DiG (I stopnia w kategorii edytorskiej za edycję książki Ewy Łomnickiej-Żakowskiej Grafika polska XVIII wieku)
- Wydawnictwo UMK i Wydawnictwo Bernardium (II stopnia w kategorii edytorskiej za edycję książki Janusza Tondela Inkunabuły w zbiorach Biblioteki Seminarium Duchownego w Pelplinie)
- Wydawnictwo DEMART (III stopnia w kategorii edytorskiej za edycję książki Legenda Legionów)
- Oficyna Wydawnicza „Rytm” (wyróżnienie w kategorii edytorskiej za edycję książki Wilma Hosenfelda „Staram się ratować każdego”. Życie niemieckiego oficera w listach i dziennikach)
- Akademia Humanistyczna im. Aleksandra Gieysztora i Przedsiębiorstwo Wydawnicze Rzeczpospolita (wyróżnienie w kategorii edytorskiej za edycję książki 200 dni Napoleona)
- Artur III Nadolski (I stopnia w kategorii varsaviana za książkę Pani Chłodna (opowieść o warszawskiej ulicy), Wydawnictwo BELLONA)
- Małgorzata Klasicka (II stopnia w kategorii varsaviana za książkę Kobiety powstańcy warszawscy w niewoli niemieckiej (1944-1945), Centralne Muzeum Jeńców Wojennych w Łambinowicach – Opolu)
- Tomasz Mościcki (II stopnia w kategorii varsaviana za książkę Kochana Stara Buda. Teatr Qui-Pro-Quo, Wydawnictwo LTW i Fundacja Historia i Kultura)
- Stanisław F. Ozimek (wyróżnienie w kategorii varsaviana za książkę Media Walczącej Warszawy, Fundacja „Warszawa Walczy 1939-1945”)

2009
- Mariusz Mazur (I stopnia w kategorii autorskiej za książkę O człowieku tendencyjnym… Obraz nowego człowieka w propagandzie komunistycznej w okresie Polski Ludowej i PRL 1944–1956, Wydawnictwo UMCS)
- Eryk Krasucki (II stopnia w kategorii autorskiej za książkę Międzynarodowy komunista. Jerzy Borejsza – biografia polityczna, Wydawnictwo Naukowe PWN)
- Halina Manikowska (II stopnia w kategorii autorskiej za książkę Rzym – Jerozolima – Compostela. Wielkie pielgrzymowanie u schyłku średniowiecza, Fundacja na rzecz Nauki Polskiej, Wydawnictwo Uniwersytetu Wrocławskiego)
- Jacek Żurek (I stopnia w kategorii monografii za książkę Ruch „księży patriotów” w województwie katowickim w latach 1949–1956, Fundacja Centrum Badań nad Historią Kościoła im ks. prof. Wincentego Myszora)
- Grzegorz Myśliwski (II stopnia w kategorii monografii za książkę Wrocław w przestrzeni gospodarczej Europy (XIII–XV wiek). Centrum czy peryferie?, Fundacja na rzecz Nauki Polskiej, Wydawnictwo Uniwersytetu Wrocławskiego)
- Paweł Żmudzki (II stopnia w kategorii monografii za książkę Władca i wojownicy. Narracje o wodzach, drużynie i wojnach w najdawniejszej historiografii Polski i Rusi, Fundacja na rzecz Nauki Polskiej, Wydawnictwo Uniwersytetu Wrocławskiego)
- Muzeum Narodowe w Krakowie (wyróżnienie w kategorii edytorskiej za książkę Urbs celeberrima. Księga pamiątkowa na 750-lecie lokacji Krakowa)
- Instytut Archeologii i Etnologii PAN (wyróżnienie w kategorii edytorskiej za książkę Pradzieje Wielkopolski. Od kamienia do średniowiecza)
- Biblioteka Narodowa (wyróżnienie w kategorii edytorskiej za książkę Atlas Antonia Milla z 1583 roku)
- Wydawnictwo Trio i Piotr Majewski (I stopnia w kategorii varsaviana za album Ideologia i konserwacja. Architektura zabytkowa w Polsce w okresie socrealizmu)
- Muzeum Historyczne m. st. Warszawy (wyróżnienie w kategorii varsaviana za album Skrawek wolnej Warszawy. Codzienność powstańczej Starówki w fotografii Jerzego Chojnackiego)
- Muzeum Historyczne m. st. Warszawy (wyróżnienie w kategorii varsaviana za cykl edytorski Biblioteka Warszawska)
- Muzeum Powstania Warszawskiego (wyróżnienie w kategorii varsaviana za album Rozpoznaj Warszawę. Nieznane fotografie z archiwów rodzinnych 1939–1945)

2010
- Grzegorz Krzywiec (I stopnia w kategorii autorskiej: Szowinizm po polsku. Przypadek Romana Dmowskiego, Wydawnictwo Neriton i Instytut Historii PAN)
- Justyna Olko (II stopnia w kategorii autorskiej: Meksyk przed konkwistą, PIW)
- Tomasz Sylwiusz Ceran (III stopnia w kategorii autorskiej: Świat idei Jacka Kuronia, Wydawnictwo Naukowe PWN)
- Maciej Mycielski (I stopnia w kategorii monografii naukowej: Rząd Królestwa Polskiego wobec sejmików i zgromadzeń gminnych 1815–1830, Wydawnictwa Uniwersytetu Warszawskiego)
- Beata Wojciechowska (II stopnia w kategorii monografii naukowej: Ekskomunika w Polsce średniowiecznej. Normy i funkcjonowanie, Wydawnictwo Uniwersytetu Humanistyczno-Przyrodniczego Jana Kochanowskiego)
- Paweł A. Jeziorski (III stopnia w kategorii monografii naukowej: Margines społeczny w dużych miastach Prus i Inflant w późnym średniowieczu i wczesnych czasach nowożytnych, Wydawnictwo Naukowe UMK i Towarzystwo Naukowe w Toruniu)
  - Wydawnictwo Demart (wyróżnienia w kategorii edytorskiej za Wojna o wszystko. Opowieść o wojnie polsko-bolszewickiej 1919-1920 i za Atlas historii Żydów Polskich)
- Wydawnictwa Bellona i Oficyna Wydawnicza „Rytm” (wyróżnienie w kategorii edytorskiej za Boje polskie 1939-1945)
- Wydawnictwo Uniwersytetu Łódzkiego i Archiwum Państwowe w Łodzi (wyróżnienie w kategorii edytorskiej za pięciotomową Kronikę getta łódzkiego/Litzmannstadt Getto 1941-1944)
- Wydawnictwo Bosz (wyróżnienie w kategorii edytorskiej za książkę Chopin Mieczysława Tomaszewskiego)
- Muzeum Pałacu w Wilanowie i Fundacja Książąt Lubomirskich (wyróżnienie w kategorii edytorskiej za Compendium Ferculorum albo zebranie potraw Stanisław Czenieckiego)
- Jacek Sawicki i Tomasz Sempowski (I stopnia za varsaviana: Oblężenie Warszawy w fotografii Juliena Bryana, Instytut Pamięci Narodowej – Komisja Ścigania Zbrodni przeciwko Narodowi Polskiemu)
- Jacek Kurczewski, Mariusz Cichomski i Krzysztof Wiliński (II stopnia za varsaviana: Wielkie bazary warszawskie, Wydawnictwo Trio)
- Ryszard Wolański (III stopnia za varsaviana: Już nie zapomnisz mnie. Opowieść o Henryku Warsie, Muza S.A.)

2011
- Anna Wolff-Powęska (I stopnia w kategorii autorskiej: Pamięć – brzemię i uwolnienie. Niemcy wobec nazistowskiej przeszłości (1945–2010), Wydawnictwo Zysk i S-ka)
- Katarzyna Marciniak (II stopnia w kategorii autorskiej: Mitologia grecka i rzymska, Wydawnictwo Szkolne PWN)
- Dariusz Andrzej Sikorski (III stopnia w kategorii autorskiej: Kościół w Polsce za Mieszka I i Bolesława Chrobrego, Wydawnictwo Naukowe UAM)
- Hanna Zaremska (I stopnia w kategorii monografii naukowej: Żydzi w średniowiecznej Polsce. Gmina krakowska, Wydawnictwo Instytutu Historii PAN)
- Jerzy Kochanowski (II stopnia w kategorii monografii naukowej: Tylnymi drzwiami. ‘Czarny rynek’ w Polsce 1944-1989, Instytut Historyczny UW i Wydawnictwo Neriton)
- Piotr Łukasz Grotowski (III stopnia w kategorii monografii naukowej: Święci wojownicy w sztuce bizantyńskiej (843-1261), Wydawnictwo WAM)
- Wydawnictwo Demart (wyróżnienie za edycję książki: Polska od roku 1944. Najnowsza historia)
- Wydawnictwo Bosz (wyróżnienie za edycję książki: Dzieje polskiej dyplomacji)
- Wydawnictwo Instytutu Historii PAN (wyróżnienie za edycję książki: Najstarsza księga promocji Wydziału Sztuk Uniwersytetu Krakowskiego z lat 1402–1541)
- Lech Królikowski (II stopnia w kategorii varsaviana za książkę Warszawa – dzieje fortyfikacji, Wydawnictwo Trio
- Aleksandra Sołtan-Lipska (II stopnia w kategorii varsaviana za opracowanie do druku wspomnień Stanisława Gieysztora Moja Warszawa, Muzeum Historyczne m.st. Warszawy
- Karol Madaj i Małgorzata Żuławnik (II stopnia w kategorii varsaviana za książkę Proboszcz getta, Instytut Pamięci Narodowej – Komisja Ścigania Zbrodni przeciwko Narodowi Polskiemu
- Joanna Olczak-Ronikier (II stopnia w kategorii varsaviana za książkę Korczak. Próba biografii, Wydawnictwo W.A.B.

2012
- Jerzy Holzer (I stopnia w kategorii autorskiej: Europa zimnej wojny, Wydawnictwo ZNAK, Instytut Studiów Politycznych PAN)
- Eugeniusz Duraczyński (II stopnia w kategorii autorskiej: Stalin. Twórca i dyktator supermocarstwa, Akademia Humanistyczna im. Aleksandra Gieysztora, Oficyna Wydawnicza Aspra-JR, Bellona)
- Małgorzata Szpakowska (III stopnia w kategorii autorskiej: „Wiadomości literackie”. Prawie dla wszystkich, Wydawnictwo W.A.B.)
- Marcin Zaremba (I stopnia w kategorii monografii naukowej: Wielka trwoga. Polska 1944-1947, Wydawnictwo ZNAK)
- Wojciech Szatkowski (II stopnia w kategorii monografii naukowej: Goralenvolk. Historia zdrady, Firma Księgarsko-Wydawnicza Kanon)
- Tomasz Sikorski (III stopnia w kategorii monografii naukowej: O kształt polityki polskiej. Oblicze ideowo- polityczne i działalność Ruchu Młodej Polski (1979–1989), Wydawnictwo Adam Marszałek)
- Danuta Jackiewicz (I stopnia w kategorii varsaviana za album Karol Beyer (1818-1877) z cyklu Fotografowie Warszawy, Dom Spotkań z Historią, Muzeum Narodowe w Warszawie)
- Jerzy S. Majewski (II stopnia w kategorii varsaviana za książkę Żydowski Muranów i okolice z cyklu Warszawa nieodbudowana, Agora)
- Andrzej Krzysztof Kunert (III stopnia w kategorii varsaviana za książkę Komendant podziemnej Warszawy, Świat Książki)
- Oficyna Wydawnicza Aspra-JR, Wydział Dziennikarstwa i Nauk Politycznych Uniwersytetu Warszawskiego i Archiwum Akt Nowych w Warszawie (wyróżnienie w kategorii edytorskiej za publikację pracy zbiorowej Proces Romana Romkowskiego, Józefa Różańskiego i Anatola Fejgina w 1957 roku wydanej w cyklu Polska mniej znana 1944–1989)
- Wydawnictwo Naukowe PWN (wyróżnienie w kategorii edytorskiej za edycję książki Tomasza Adama Pruszaka O ziemiańskim świętowaniu)
- Wydawnictwo Naukowe UMK (wyróżnienie w kategorii edytorskiej za edycję książki Andrzeja Radzimińskiego Kobieta w średniowiecznej Europie)

2013
- Stanisław Jaczyński (I stopnia w kategorii autorskiej: Ocaleni od zagłady. Losy oficerów polskich ocalałych z masakry katyńskiej, Bellona)
- Waldemar Łazuga (II stopnia w kategorii autorskiej: Kalkulować... Polacy na szczytach c.k. monarchii, Zysk i S-ka)
- Agnieszka Jaczyńska (III stopnia w kategorii autorskiej: Sonderlaboratorium SS. Zamojszczyzna – pierwszy obszar osiedleńczy w Generalnym Gubernatorstwie 1942-1943, Instytut Pamięci Narodowej)
- Marta Cobel-Tokarska (I stopnia w kategorii monografii naukowej: Bezludna wyspa, nora, grób. Wojenne kryjówki Żydów w okupowanej Polsce, Instytut Pamięci Narodowej)
- Mariusz Wołos (II stopnia w kategorii monografii naukowej: O Piłsudskim, Dmowskim i zamachu majowym. Dyplomacja sowiecka wobec Polski w okresie kryzysu politycznego 1925-1926, Wydawnictwo Literackie)
- Patryk Pleskot (III stopnia w kategorii monografii naukowej: Kłopotliwa panna „S”. Postawy polityczne Zachodu wobec Solidarności na tle stosunków z PRL (1980–1989), Instytut Pamięci Narodowej)
- Krzysztof Stopka, Andrzej A. Zięba, Armen Artwich, Monika Agopsowicz (I stopnia w kategorii varsaviana: Ormiańska Warszawa, Fundacja Kultury i Dziedzictwa Ormian Polskich)
- Jerzy S. Majewski, Tomasz Markiewicz (III stopnia w kategorii varsaviana: Budujemy nowy dom. Odbudowa Warszawy w latach 1945–1952, Dom Spotkań z Historią)
- Andrzej Z. Makowiecki (III stopnia w kategorii varsaviana: Warszawskie kawiarnie literackie, Wydawnictwo Iskry)
- Maria Weber (III stopnia w kategorii varsaviana: Emillia Malessa „Marcysia” 1909-1949, Oficyna Wydawnicza „Rytm”)
- Jarosław Zieliński (historyk) (III stopnia w kategorii varsaviana: Przedwojenna żydowska Warszawa. Najpiękniejsze fotografie, Wydawnictwo RM)
- Muzeum Pałacu w Wilanowie (wyróżnienie za edycję książki Portret Polski. Tradycja i świadomość historyczna Krystyny Gutowskiej-Dudek)
- Agora S.A., Bellona, Narodowe Centrum Kultury (wyróżnienie za edycję książki Wielki terror 1937-1938 Tomasza Kizny)
- Instytut Pamięci Narodowej (wyróżnienie za edycję książki Śladami zbrodni 1944-1956. Przewodnik po miejscach represji komunistycznych lat 1944–1956 pod red. Tomasza Łabuszewskiego)
- Księgarnia Akademicka, Instytut Historii PAN (wyróżnienie za edycję książki Stefan Kieniewicz – Henryk Wereszycki. Korespondencja z lat 1947–1990)
- Wydawnictwo Uniwersytetu Jagiellońskiego (wyróżnienie za edycję książki Grypsy z Konzentrationslager Auschwitz Józefa Cyrankiewicza i Stanisława Kłodzińskiego pod red. Ireny Paczyńskiej)

2014
- Andrzej Friszke (I stopnia w kategorii autorskiej: Rewolucja Solidarności 1980-1981, SIW Znak)
- Krzysztof Kosiński (II stopnia w kategorii autorskiej: Wiwisekcja powszedniości. Studium wczesnej twórczości Marka Nowakowskiego, IPN)
- Marcin Łukasz Majewski (II stopnia w kategorii autorskiej: Wołyń: komunizm, nacjonalizm, terroryzm. Wojewoda wołyński wobec ukraińskich organizacji terrorystycznych na Wołyniu 1928–1938, Oficyna Wydawnicza „Rytm”)
- Michała Paziewski (I stopnia w kategorii monografii naukowych: Grudzień 1970 w Szczecinie, IPN Szczecin)
- Mirosław Szumiło (II stopnia w kategorii monografii naukowych: Roman Zambrowski 1909-1977. Studium z dziejów elity komunistycznej w Polsce, IPN)
- Jacek Tebinka (II stopnia w kategorii monografii naukowych: „Wielka Brytania dotrzyma lojalnie swojego słowa” Winston S.Churchill a Polska, Neriton)
- słowo/obraz terytoria (wyróżnienie w kategorii edytorskiej za Zamki konwentualne Państwa Krzyżackiego w Prusach Tomasza Torbusa)
- Karabela (wyróżnienie w kategorii edytorskiej za Wojsko Księstwa Warszawskiego. Piechota, gwardie narodowe, weterani Ryszarda Morawskiego i Adama Paczuskiego)
- Międzynarodowe Centrum Kultury, Wien Museum (wyróżnienie w kategorii edytorskiej za Mit Galicji)
- MKiDN, MHP (wyróżnienie w kategorii edytorskiej za Powstanie styczniowe w europejskiej ilustracji prasowej. Grafiki z kolekcji Krzysztofa Kura Anny Grochali, Ewy Milicer i Kamili Pijanowskiej)
- Robert Gawkowski (wyróżnienie w kategorii varsaviana: Krybar. Uniwersytet w cieniu powstańczych walk, Wydawnictwo UW)
- Jerzy Mirecki (wyróżnienie w kategorii varsaviana: Dzieci'44, Bellona)
- Katarzyna Wagner, Paweł E. Weszpiński (II stopnia w kategorii varsaviana: 1768. Georges Louis le Rouge. Plan Warszawy dedykowany Stanisławowi Augustowi, Królowi Polskiemu Wielkiemu Księciu Litewskiemu, przez jego pokornego i uniżonego sługę Le Rouge’a, Muzeum Warszawy)
- Jarosław Zieliński, Jerzy S. Majewski (wyróżnienie w kategorii varsaviana: Spacerownik po żydowskiej Warszawie, Agora, MHŻP)

2015
- Katarzyna Minczykowska (I stopnia w kategorii autorskiej: Cichociemna. Generał Elżbieta Zawacka Zo, Oficyna Wydawnicza „Rytm”)
- Andrzej Sieroszewski (II stopnia w kategorii autorskiej: Wacława Sieroszewskiego żywot niespokojny, Wydawnictwo Iskry)
- Monika Śliwińska (III stopnia w kategorii autorskiej: Muzy Młodej Polski. Życie i świat Marii, Zofii i Elizy Pareńskich, Wydawnictwo Iskry)
- Grażyna Kubica (I stopnia w kategorii monografii naukowych: Maria Czaplicka: płeć, szamanizm, rasa. Biografia antropologiczna, Wydawnictwo Uniwersytetu Jagiellońskiego)
- Robert Spałek (II stopnia w kategorii monografii naukowych: Komuniści przeciwko komunistom. Poszukiwanie wroga wewnętrznego w kierownictwie partii komunistycznej w Polsce w latach 1948–1956, Instytut Pamięci Narodowej, Zysk i S-ka)
- Jarosław Pałka i Jerzy Poksiński (III stopnia w kategorii monografii naukowych: Michał Żymierski 1890-1989, Instytut Pamięci Narodowej)
- Wydawnictwo Uniwersytetu Łódzkiego, Archiwum Państwowe w Łodzi i Żydowski Instytut Historyczny (wyróżnienie w kategorii edytorskiej za Encyklopedię getta. Niedokończony projekt archiwistów z getta łódzkiego)
- Ośrodek Wydawniczy Zamku Królewskiego w Warszawie-Muzeum (wyróżnienie w kategorii edytorskiej za Joannitów i ich związki z ziemiami polskimi)
- Wydawnictwo MS (wyróżnienie w kategorii edytorskiej za tomy 1-7 Kresowej Atlantydy. Historii i mitologii miast kresowych Stanisława Sławomira Niciei)
- Muzeum II Wojny Światowej (wyróżnienie w kategorii edytorskiej za Codzienność w cieniu terroru. Okupacja niemiecka w Polsce 1939-1945 Joanny Urbanek)
- Monika Maludzińska (wyróżnienie w kategorii monografii varsaviana: Żebracy i włóczędzy w XVIII-wiecznej Warszawie, Neriton)
- Patryk Pleskot (wyróżnienie w kategorii monografii varsaviana: Miasto śmierci. Pytania o morderstwa polityczne popełnione w Warszawie (1956-1989), Instytut Pamięci Narodowej)
- Mariusz Kolmasiak (wyróżnienie w kategorii monografii varsaviana: Belweder oraz jego mieszkańcy i użytkownicy (1818-2014), Taurus)
- Robert Hasselbusch i Maria Ciesielska (wyróżnienie w kategorii monografii varsaviana: Taniec wśród mieczów. Polski personel medyczny na Pawiaku w okresie okupacji niemieckiej 1939-1944, Muzeum Niepodległości w Warszawie)
- Elżbieta Markowska i Katarzyna Naliwajek-Mazurek (wyróżnienie w kategorii monografii varsaviana: Okupacyjne losy muzyków. Warszawa 1939-1945, Towarzystwo im. Witolda Lutosławskiego)

2016
- Zbigniew Ogonowski (nagroda I stopnia w kategorii autorskiej i monografii naukowych za książkę Socynianizm. Dzieje. Poglądy. Oddziaływanie, Instytut Historii Nauki im. Ludwika i Aleksandra Birkenmajerów PAN, Towarzystwo Naukowe Warszawskie, Oficyna Wydawnicza ASPRA)
- Andrzej Nowak (nagroda II stopnia w kategorii autorskiej i monografii naukowych za książkę Pierwsza zdrada Zachodu. 1920 – zapomniany appeasement, Wydawnictwo Literackie)
- Tadeusz Wolsza (nagroda II stopnia w kategorii autorskiej i monografii naukowych za książkę „To co widziałem przekracza swą grozą najśmielsze fantazje”. Wojenne i powojenne losy Polaków wizytujących Katyń w 1943 roku, Instytut Historii PAN, Wydawnictwo Neriton, Polskie Towarzystwo Historyczne)
- w kategorii edytorskiej sześć równorzędnych wyróżnień: 1) Centralna Biblioteka Wojskowa im. Marszałka Józefa Piłsudskiego za książkę Plakat wojskowy w zbiorach specjalnych CBW; 2) Instytut Pamięci Narodowej. Oddział w Białymstoku za książkę Nowe zniewolenie. Obława Augustowska lipiec 1945; 3) Międzynarodowe Centrum Kultury za książkę Katedra ormiańska we Lwowie i jej twórcy; 4) Narodowe Centrum Kultury za książkę Ludzie „Kultury” o sobie; 5) Wydawnictwo Arkady za książkę Dzieje Polski w obrazach; 6) Wydawnictwo BOSZ za książkę Zapomniana wojna 1914–1918. Front wschodni.
- W kategorii varsaviana pięć równorzędnych nagród: 1) Agnieszka Cubała za książkę Sten pod pachą, bimber w szklance, dziewczyna i… Warszawa. Życie codzienne powstańczej Warszawy (Bellona SA); Aleksander Łupienko za książkę Kamienice czynszowe Warszawy 1864–1914 (Instytut Historii PAN); 3) Tadeusz Ruzikowski za książkę Międzyzakładowy Robotniczy Komitet „Solidarności” Warszawa Niepokonana (Instytut Pamięci Narodowej); Magdalena Stopa za książkę Przed wojną i pałacem (Dom Spotkań z Historią); Hanna Węgrzynek za książkę Regestr osób żydowskich spisany w miesiącu styczniu roku 1778 w Warszawie (Instytut Historii PAN, Centrum Badania i Nauczania Dziejów i Kultury Żydów w Polsce im. Mordechaja Anielewicza Instytutu Historycznego UW)[22].

2017
Kategoria autorska i monografii naukowych:
- Michał Tymowski – nagroda I stopnia za książkę Europejczycy i Afrykanie (Wydawnictwo Naukowe UMK)[25]
- Grzegorz Motyka – nagroda II stopnia za książkę Wołyń’43. Ludobójcza czystka – fakty, analogie, polityka historyczna (Wydawnictwo Literackie)[26]
- Łukasz Krzyżanowski – za książkę Dom, którego nie było. Powroty ocalałych do powojennego miasta (Wydawnictwo Czarne)[27]

Kategoria edytorska:
- wyróżnienie serii Kresy w polskich pamiętnikach i listach (1795-1918)
- Marta Czyżak – wyróżnienie za oprac. przy współpracy Moniki Jakubek-Raczkowskiej i Arkadiusza Wagnera edycji książki Katalog rękopisów średniowiecznych Biblioteki Uniwersyteckiej w Toruniu[12]
- Zamek Królewski w Warszawie - Muzeum – wyróżnienie za edycję wyboru tekstów Aleksandra Gieysztora Władza. Symbole i rytuały[28]
- Wydawnictwo Tatrzańskiego Parku Narodowego – wyróżnienie za książkę O tatrzańskich pocztówkach

Kategoria varsaviana:
- Paweł Fijałkowski – nagroda II stopnia za książkę Warszawska społeczność żydowska w okresie stanisławowskim 1764-1795. Rozwój w dobie wielkich zmian, Żydowski Instytut Historyczny im. Emanuela Ringelbluma
- Andrzej Leon Sowa – nagroda II stopnia za książkę Kto wydał wyrok na miasto? Plany operacyjne ZWZ-AK (1940-1944) i sposoby ich realizacji, Wydawnictwo Literackie
- Magdalena Stopa – nagroda II stopnia za książkę Julian Kulski: Prezydent okupowanej walczącej Warszawy: Zapomniany bohater, Editions Spotkania
- Małgorzata Szafrańska – nagroda II stopnia za książkę Ogrody Zamku Królewskiego w Warszawie, Arx Regia Ośrodek Wydawniczy Zamku Królewskiego
- Ośrodek Karta – nagroda II stopnia za książkę Niezależni w „świetlicy” Anny Erdman i Tadeusza Walendowskiego

2018
Kategoria autorska i monografii naukowych:
- Nagroda I stopnia: Włodzimierz Mędrzecki, za książkę Kresowy kalejdoskop. Wędrówki przez Ziemie Wschodnie Drugiej Rzeczypospolitej 1918–1939 (Wydawnictwo Literackie)
- Nagroda II stopnia: Anna Grześkowiak-Krwawicz, za książkę Dyskurs polityczny Rzeczypospolitej Obojga Narodów (Wydawnictwo Naukowe UMK, Fundacja na rzecz Nauki Polskiej)
- Nagroda III stopnia: Maciej Górny, za książkę Kreślarze ojczyzn. Geografowie i granice międzywojennej Europy (Instytut Historii PAN)

Kategoria edytorska:
- Muzeum Mazowieckie w Płocku, za książkę Secesja. Zbiory i ekspozycje Muzeum Mazowieckiego w Płocku
- Wydawnictwo Akademickie DIALOG, za książkę Da Qin i Fulin. Obraz Zachodu w źródłach chińskich z I tysiąclecia n.e.
- Ośrodek Karta, za serię Świadectwa XX wiek
- Wydawnictwa Uniwersytetu Warszawskiego, za książkę Korespondencja Fryderyka Chopina
- Zamek Królewski w Warszawie – Muzeum, za książkę Marcello Bacciarelli. Najpiękniejsze portrety.

Kategoria varsaviana:
- Nagroda I stopnia: Jacek Leociak, za książkę Biografie ulic. O żydowskich ulicach Warszawy: od narodzin po Zagładę (Dom Spotkań z Historią)
- Nagroda II stopnia: Grzegorz Mika, za książkę Od wielkich idei do wielkiej płyty. Burzliwe dzieje warszawskiej architektury (Skarpa Warszawska)
- Nagroda III stopnia: Piotr Wierzbicki, za książkę Podchmielona historia Warszawy (Skarpa Warszawska)

2019
Kategoria autorska i monografii naukowych:
Uwaga: przyznano dwie nagrody II stopnia.
- Nagroda I stopnia: Piotr Głuszkowski za książkę Barwy polskości, czyli życie burzliwe Tadeusza Bułharyna (Wydawnictwo Universitas)
- Nagroda II stopnia: Piotr M. Majewski za książkę Kiedy wybuchnie wojna? 1938. Studium kryzysu (Wydawnictwo Krytyki Politycznej)
- Nagroda II stopnia: Alicja Urbanik-Kopeć za książkę Anioł w domu, mrówka w fabryce (Wydawnictwo Krytyki Politycznej)

Kategoria edytorska:
- Fundacja Kultury i Dziedzictwa Ormian Polskich za książkę Ormiańska Polska (autorzy: Krzysztof Stopka, Andrzej A. Zięba)
- Państwowy Instytut Wydawniczy za książkę Straszny dwór, czyli sarmackie korzenie niepodległej (autor: Jacek Kowalski)
- Skarpa Warszawska za książkę Niepodległa Warszawa w obiektywie Zdzisława Marcinkowskiego
- Wydawnictwo Uniwersytetu Warszawskiego za serię COMUNICARE – Historia i Kultura
- Wydawnictwo Austeria za książkę Chasydyzm. Atlas historyczny (autorzy: Marcin Wodziński, Waldemar Spallek)
- Fundacja Pasaże Pamięci za książkę Sen o teatrze (autor: Justyna Biernat)

Kategoria varsaviana:
- Nagroda I stopnia: Adam Dylewski za książkę Ruda, córka Cwiego. Historia Żydów na warszawskiej Pradze (Wydawnictwo Czarne)
- Nagroda II stopnia: Andrzej Zawistowski za książkę Stacja plac Dzierżyńskiego, czyli metro, którego Warszawa nie zobaczyła. Budowa warszawskiej kolei podziemnej w latach 50. XX w. (Trzecia Strona)
- Nagroda III stopnia: Agnieszka Witkowska-Krych za książkę Mniej Strachu. Ostatnie chwile z Januszem Korczakiem (Wydawnictwo Akademickie DIALOG)

2020
Kategoria autorska:
- Nagroda I stopnia: Marta Grzywacz za książkę Nasza pani z Ravensbrück. Historia Johanny Langefeld (Wydawnictwo W.A.B.)
- Nagroda II stopnia: Andrzej Mencwel za książkę Przedwiośnie czy potop. Nowe krytyki postaw polskich (Wydawnictwo Krytyki Politycznej)
- Nagroda III stopnia: Wojciech Bonowicz za książkę Tischner.Biografia (Wydawnictwo Znak)

Kategoria monografia naukowa:
- Nagroda I stopnia: Włodzimierz Karol Pessel za książkę Czerwono-biali i biało-czerwoni. Problemy sąsiedztwa kulturowego (Fundacja Duży Format i Wydawnictwo Akademickie SEDNO)
- Nagroda II stopnia: Ryszard Szawłowski za książkę Rafał Lemkin. Biografia intelektualna (Wydawnictwo Akademickie SEDNO)
- Nagroda III stopnia: Jacek Witold Wołoszyn za książkę Niepodległościowa konspiracja młodzieżowa na ziemiach polskich w latach 1944/45–1956 (Instytut Pamięci Narodowej Komisja Ścigania Zbrodni Przeciwko Narodowi Polskiemu Oddział w Lublinie)

Kategoria edytorska:
- Wydawnictwo Naukowe UAM za książkę Dziennik, TOM 1, Wspomnienia z dzieciństwa, Dziennik 1808–1830 oraz Dziennik, TOM 2, Dziennik 1831–1866 (autor: Atanazy Raczyński, z języków francuskiego i niemieckiego przełożyli oraz opracowali Aleksander Wit Labuda i Michał Mencfel)
- Ośrodek Karta za książkę Wojna o wolność 1920. TOM 2, Bitwa Warszawska (wybór i opracowanie: Agnieszka Knyt)
- Wytwórnia Filmów Dokumentalnych i Fabularnych za książkę Chełmska 21. 70 lat Wytwórni Filmów Dokumentalnych i Fabularnych w Warszawie (autorzy: prof. Małgorzata Hendrykowska, dr Anna Wróblewska, Marcin Zawiśliński)
- Wydawnictwo Uniwersytetu Łódzkiego za książkę Mam na Pana nowy zamach… Wybór korespondencji Jerzego Giedroycia z historykami i świadkami historii 1946–2000, TOM 1, 2, 3 (wybór i opracowanie Sławomir M. Nowinowski i Rafał Stobiecki)
- Wydawnictwo Uniwersytetu Jana Kochanowskiego, Wydawnictwo Jedność za książkę Antiphonarium Kielcense. Antyfonarz Kolegiaty Kieleckiej (ok. 1372 r.) (redakcja Krzysztof Bracha)
- Akademia Sztuk Pięknych im. Jana Matejki w Krakowie za serię książek Hodegetrie krakowskie, 5 tomów (praca zbiorowa pod redakcją Małgorzaty Schuster-Gawłowskiej, Marty Lempart-Geratowskiej, Piotra Łopatkiewicza, Małgorzaty Nowalińskiej, Anny Sękowskiej)
- Muzeum Pałacu Króla Jana III w Wilanowie za książkę Portret w dawnej Polsce (autor prof. Jan K. Ostrowski)

Kategoria varsaviana:
- Nagroda I stopnia: Jarosław Zieliński za książkę Warszawski plac Piłsudskiego jako zwierciadło losów i duchowej kondycji narodu (Wydawnictwo EKBIN)
- Nagroda II stopnia: Joanna Rolińska za książkę Lato 1920 (Bellona)
- Nagroda III stopnia: Janusz Dziano i Danuta Koper za książkę Ech, Panie Wiech! (Magia Słowa)

2021
Kategoria autorska:
- Nagroda I stopnia: Wojciech Szatkowski – za książkę Józef Oppenheim – przyjaciel Tatr i ludzi (Muzeum Tatrzańskie, Wydawnictwo LTW)
- Nagroda II stopnia: Tomasz Kizwalter – za Polska nowoczesność. Genealogia (Wydawnictwa Uniwersytetu Warszawskiego)
- Nagroda III stopnia: Andrzej Friszke – za książkę Państwo czy rewolucja. Polscy komuniści a odbudowa państwa polskiego 1892–1920 (Instytut Studiów Politycznych PAN, Wydawnictwo Krytyki Politycznej)

Kategoria monografia naukowa:
- Nagroda I stopnia: Tomasz Kurpierz za książkę Henryk Sławik 1894–1944 Biografia socjalisty (Instytut Pamięci Narodowej Komisja Ścigania Zbrodni Przeciwko Narodowi Polskiemu)
- Nagroda II stopnia: Piotr Kuligowski za książkę Radykałowie polistopadowi i nowoczesna galaktyka pojęć (1832–1888) (Towarzystwo Autorów i Wydawców Prac Naukowych UNIVERSITAS)
- Nagroda III stopnia: Michał Przeperski za książkę Mieczysław F. Rakowski. Biografia polityczna (Instytut Pamięci Narodowej Komisja Ścigania Zbrodni Przeciwko Narodowi Polskiemu)

Kategoria edytorska:
- Wydawnictwo Uniwersytetu Jana Kochanowskiego w Kielcach, wyróżnienie za książkę Album powstańców 1863 roku z Grodzieńszczyzny
- Wydawnictwo Instytutu Archeologii i Etnologii PAN, wyróżnienie za serię książek Origines Polonorum
- Wydawnictwo, Księgarnia, Antykwariat Górski „Filar” Kielce, wyróżnienie za książkę Tatry i Zakopane w ilustracji Walerego Eljasza-Radzikowskiego
- Muzeum Wojska Polskiego, wyróżnienie za książkę Trofea Wojny Polsko-Bolszewickiej 1919-1920
- Muzeum Historii Polskiego Ruchu Ludowego, wyróżnienie za książkę Mała encyklopedia Polonii francuskiej
- Eugeniusz Cezary Król, wyróżnienie za wzorową edycję naukową, opatrzenie wstępem i przypisami książki Mein Kampf. Wydanie krytyczne

Kategoria varsaviana:
- Nagroda I stopnia: Krzysztof Mordyński za książkę Sny o Warszawie. Wizje przebudowy miasta 1945–1952 (Prószyński Media Sp z o.o.)
- Nagroda II stopnia: Agnieszka Cubała za książkę Warszawskie Dzieci ‘44 (Prószyński Media Sp z o.o.)
- Nagroda III stopnia: Marek Teler za książkę Zagadka Iny Benity. AK-torzy kontra kolaboranci (Wydawnictwo Bellona)

2022
Kategoria autorska:
- Nagroda I stopnia: Konstanty Gebert – za książkę Ostateczne rozwiązania. Ludobójcy i ich dzieło (Wydawnictwo Agora)
- Nagroda II stopnia: Anna Wylegała – za Był dwór, nie ma dworu. Reforma rolna w Polsce (Wydawnictwo Czarne)
- Nagroda III stopnia: Andrzej Brzeziecki – za książkę Wielka gra majora Żychonia. As wywiadu kontra Rzesza (Wydawnictwo Literackie)

Kategoria monografia naukowa:
- Nagroda I stopnia: Maciej Gołąb – za książkę Mazurek Dąbrowskiego. Muzyczne narodziny hymnu (Narodowy Instytut Fryderyka Chopina)
- Nagroda II stopnia: Aleksandra Rzeszotarska-Nowakiewicz – za książkę Styl Nidajno. Źródła, inspiracje i przykłady rzymsko-barbarzyńskiej koncepcji zdobniczej z późnej starożytności (Instytut Archeologii i Etnologii PAN)
- Nagroda III stopnia: Marzena Woźniak-Łabieniec – za książkę Cenzorskie lekcje literatury. Studia o systemowej kontroli słowa w Polsce po 1945 roku (Wydawnictwo Uniwersytetu Łódzkiego)

Kategoria edytorska:
- Muzeum Narodowe w Krakowie, wyróżnienie za książkę Lelewel. Rytownik Polski pod redakcją Janiny Wilkosz
- Wydawnictwo Bellona, wyróżnienie za książkę Okupowana Polska w liczbach
- Biblioteka Więzi, wyróżnienie za książkę Andrzej Friszke. Zawód: historyk. Rozmawiają Jan Olaszek i Tomasz Siewierski
- Żydowski Instytut Historyczny, wyróżnienie za książkę Żydzi i Piłsudski
- Centrum Dialogu im. Juliusza Mieroszewskiego, wyróżnienie za publikację Dokumenty do historii stosunków polsko-sowieckich. 1918-1926 – cz. I (1918-1921) i cz. II (1921-1926) oraz 1939-1945 – cz. I (1939-1942) i cz. II (1943-1945)

Kategoria varsaviana:
- Nagroda I stopnia: Błażej Brzostek – za książkę Wstecz. Historia Warszawy do początku (Muzeum Warszawy)
- Nagroda II stopnia: Maria Ferenc – za „Każdy pyta, co z nami będzie” Mieszkańcy getta warszawskiego wobec wiadomości o wojnie i zagładzie (Żydowski Instytut Historyczny)
- Nagroda II stopnia: Michał Wójcik – za książkę Błyskawica: historia Wandy Traczyk-Stawskiej. Żołnierza Powstania Warszawskiego (Wydawnictwo W.A.B.)
- wyróżnienie: Muzeum Powstania Warszawskiego – za książkę Leksykon oddziałów Powstania Warszawskiego pod redakcją Katarzyny Utrackiej

2023
Kategoria autorska:
- Nagroda I stopnia: Sławomir Łotysz – za książkę Pińskie błota. Natura, wiedza i polityka na polskim Polesiu do 1945 roku (Towarzystwo Autorów i Wydawców Prac Naukowych „Universitas”)
- Nagroda II stopnia: Jakub Gałęziowski – za książkę Niedopowiedziane biografie. Polskie dzieci urodzone z powodu wojny (Wydawnictwo Krytyka Polityczna)
- Nagroda III stopnia: Paweł Kowal – za książkę Trauma i sława (Wydawnictwo Agora przy współpracy z Instytutem Studiów Politycznych PAN)

Kategoria monografia naukowa:
- Nagroda I stopnia: Anna Agnieszka Dryblak – za książkę Piastowskie fundacje klasztorów żeńskich w Polsce XIII wieku. Między recepcją obcych wzorców a tworzeniem oryginalnego modelu (Wydawnictwa Uniwersytetu Warszawskiego)
- Nagroda II stopnia: Natalia Judzińska – za książkę Po lewej stronie sali (Wydawnictwo Krytyka Polityczna)
- Nagroda III stopnia: Dorota Dukwicz – za książkę Na drodze do pierwszego rozbioru. Rosja i Prusy wobec Rzeczypospolitej w latach 1768–1771 (Instytut Historii im. Tadeusza Manteuffla Polskiej Akademii Nauk)

Kategoria edytorska:
- Państwowy Instytut Wydawniczy, wyróżnienie za książkę Tadeusz Gajcy, Opowieść z innego świata. Widma
- Międzynarodowe Centrum Kultury w Krakowie, wyróżnienie za książkę Sztuka w mundurze. Krakowski Oddział Grobów Wojennych 1915-1918
- Państwowy Instytut Wydawniczy, wyróżnienie za książkę Aurelia Wyleżyńska, Kroniki wojenne 1939-42, Kroniki wojenne 1939-1944 w opracowaniu Grażyny Pawlak i Marcina Urynowicza
- Wydawnictwo Instytutu De Republica, wyróżnienie za książkę Mazurek Dąbrowskiego. Obrazy, słowa, nuty (redakcja naukowa: Janusz Górski)
- Instytut Badań Literackich PAN, wyróżnienie za 4-tomową edycję Mieczysław Grydzewski, Kazimierz i Halina Wierzyńscy – Listy w opracowaniu Beaty Dorosz przy współpracy Pawła Kądzieli

- W tej kategorii przyznano także NAGRODĘ SPECJALNĄ za pełną edycję Archiwum Ringelbluma. Konspiracyjne Archiwum Getta Warszawy w 36 tomach, którą przygotował Żydowski Instytut Historyczny im. Emanuela Ringelbluma przy współpracy Wydawnictw Uniwersytetu Warszawskiego i Wydawnictwa DiG, koordynatorem serii była Katarzyna Person we współpracy z Eleonorą Bergman i Tadeuszem Epszteinem.

Kategoria varsaviana:
- Nagroda I stopnia: Małgorzata Omilanowska-Kiljańczyk – za książkę Pałac Staszica (Instytut Sztuki Polskiej Akademii Nauk)
- wyróżnienie: Stefan Szczepłek – za książki Warszawa idzie na mecz tom 1 i 2 (Skarpa Warszawska)
- wyróżnienie: Agnieszka Witkowska-Krych – za książkę Dziecko wobec Zagłady. Instytucjonalna opieka nad sierotami w getcie warszawskim (Żydowski Instytut Historyczny im. Emanuela Ringelbluma)
- wyróżnienie: Agata Napiórska – za książkę Ha-Ga. Obrazki z życia (Wydawnictwo Marginesy)

2024
Kategoria autorska
- Nagroda I stopnia -  Agata Szydłowska za książkę "Futerał. O urządzaniu mieszkań w PRL-u" (wydawnictwo Czarne),
- Nagroda II stopnia - Kalina Błażejowska za książkę "Bezduszni. Zapomniana zagłada chorych" (wydawnictwo Czarne).
- Nagroda III stopnia - Jan Doktór za książkę "Jakub Frank i jego mesjańska droga" (Żydowski Instytut Historyczny)
- Nagroda III stopnia - Piotr Madajczyk za książkę "Krajobrazy biograficzne Rafała Lemkina" (Instytut Pileckiego).
- Wyróżnienie - Michał Bilewicz za książkę "Traumaland. Polacy w cieniu przeszłości" (wydawnictwo Mando)

Kategoria monografii naukowej
- Nagroda I stopnia - Piotr Okniński za książkę "Wehikuły pamięci. Przeszłość i władza w dawnym Krakowie (do końca XVIII w.)" (Wydawnictwa Uniwersytetu Warszawskiego),
- Nagroda II stopnia - Sylwia Bykowska za książkę "Między migracją a integracją. Społeczeństwo Gdańska w latach 1945-1960" (Instytut Historii im. Tadeusza Manteuffla Polskiej Akademii Nauk).
- Nagroda III stopnia - Paweł Zając OMI za książkę "Stanisław Konarski przed Świętym Oficjum (1769-1771)" (Wydawnictwo Naukowe UAM).
- Wyróżnienie - Tomasz Ceran za książkę "Zbrodnia pomorska 1939. Początek ludobójstwa niemieckiego w okupowanej Polsce" (Wydawnictwo Instytutu Pamięci Narodowej)

Kategoria edytorska
równorzędne wyróżnienia: 
- Fundacja Ośrodka Karta za edycję książki "Polacy na Wschodzie. Historie mówione (red. Dominik Czapigo),
- Instytut Sztuki PAN za edycję książki "Drewniana architektura uzdrowisk polskich w XIX wieku i na początku XX wieku" Grażyny Ruszczyk,
- Wydawnictwo Kresowe Drogi za edycję książki "Wołyń. Historia, ludzie, zabytki" Ireneusza Jasiuka i Damiana Jasiuka
- Wydawnictwo Arkady za edycję książki "Rijksmuseum w Amsterdamie" Piotra Borusowskiego, Aleksandry Janiszewskiej-Cardone i Antoniego Ziemby,
- Wydawnictwo Prószyński i S-ka oraz Państwowe Muzeum na Majdanku za edycję książki "Dziennik Maryli. Życie i śmierć w getcie warszawskim" (red. Dariusz Libionka)

Kategoria varsaviana
- Nagroda I stopnia - Mariusz Klarecki za książkę "Zrabowana Warszawa. Straty w prywatnych zbiorach i artystycznych kolekcjach mieszkańców Warszawy w latach 1939-1945" (Ministerstwo Kultury i Dziedzictwa Narodowego),
- Nagroda II stopnia - Filip Kalinowski za książkę "Niechciani, nielubiani. Warszawski rap lat 90." (wydawnictwo Czarne).
- Wyróżnienie - Żydowski Instytut Historyczny za edycję książki "Encyklopedia getta warszawskiego" (red. Maria Ferenc).

Wyróżnienie specjalne - Krzysztof Pomian za trzytomową edycję książki "Muzeum. Historia światowa" (wydawnictwo słowo/obraz/terytoria).